# Novio a la vista
Novio a la vista és una pel·lícula espanyola, dirigida per Luis García Berlanga i estrenada el 15 de febrer de 1954. L'acció esdevé el 1918.

## Argument
El film es desenvolupa a Espanya l'any 1918. Loli és una noia de 15 anys que acaba de superar l'etapa de l'adolescència i entra per fi en l'edat de ser casadora. Segons la seva mare ha de trobar un marit el més aviat possible. I el millor lloc és la platja, concretament la de Lindamar (localitat fictícia, el rodatge es va fer a l'hotel Voramar de Benicàssim a Castelló), que estava de moda entre la gent acomodada de l'època. Amb aquesta finalitat, totes dues es desplacen a la costa. La mare aspira que un enginyer conegut per elles es fixi en la noia. Però la Loli està enamorada d'Enrique, un pobre estudiant que, a més, ha suspès els exàmens del juny.

## Repartiment
- Josette Arno com a Loli
- Jorge Vico com Enrique García Hurtado
- Julia Caba Alba com a Madre de Loli
- Antonio Riquelme com Antonio Cortina
- Julia Lajos com a Dona de Pepito
- Irene Caba Alba com a Senyora de Cortina
- Fernando Aguirre com Amorós
- Alicia Altabella com a Dona misteriosa
- José Luis López Vázquez com a Juanito Renovales
- Luis Roses com a Don Enrique
- Carlos Díaz de Mendoza
- Mercedes Muñoz Sampedro com a Tía de Loli
- Luis Pérez de León com Ballester
- Concha Fernández com Genoveva Peláez
- Josefina Bejarano com a Madre de Genoveva
- Elisa Méndez com
- Juanita Ginzo com a Hermana de Genoveva Peláez
- Elena Montserrat
- Maria Luisa Arias
- Concha López Silva
- José Alburquerque com a Catedrático
- Mateo Guitart com a Catedrático
- Carmen Vila
- Antonio Truyols
- Enrique S. Guzmán com a Gordo
- Terele Pávez com a Pecas
- Ana Maria Caballero
- Jaime Ibrán
- Rafael Mambiela
- Mauricio Lapeña
- Maria Teresa del Castillo
- Federico Urquidi
- Maria Dolores de la Cámara
- Fernando Rujas
- Juan Díez Nicolás
- Antonio Vico Camarero com a Don Vicente
- José María Rodero com a Federico Villanueva